# Sarra Manning
Sarra Manning, född 1950, är en brittisk författare och journalist bosatt i England som har skrivit ungdomsböcker, bland annat trilogin Edies dagbok (eng. Diary of a Crush), som är de enda böckerna som hitintills blivit översatta till svenska. Hennes första vuxenbok, Unsticky, publicerades 2009. Manning skriver också i tidningar som den brittiska Emap Elan, Elle Girl, ELLE och ELLE:s brittiska motsvarighet. 
Mannings böcker rör sig i samma fiktiva verklighet. Bandet The Hormones, vars frontfigur Molly är huvudperson i Guitar Girl, nämns i de andra böckerna. Molly själv är med i Let's Get Lost, där hon delar lägenhet med en av huvudpersonerna. Grace, som är med i Edies dagbok, gör ett snabbt inhopp i Let's Get Lost, och Dean, en av medlemmarna av The Hormones, är en ganska viktig figur i Fashionistas-serien.